# Walter Tevis
Walter Tevis, né le 28 février 1928 à San Francisco et mort le 8 août 1984 à New York, est un écrivain américain de science-fiction et de roman noir.

## Biographie
Bien que Walter Tevis soit né dans le comté de Madison, son père ramène sa famille au Kentucky depuis San Francisco alors que Walter est âgé de 10 ans.
Après avoir participé aux campagnes du Pacifique pendant la Seconde Guerre mondiale, Tevis obtient un diplôme à la Model High School en 1945 et est admis à l'université du Kentucky, où il décroche une maîtrise. Alors qu'il est étudiant, Tevis travaille dans une 'Eight ball|pool-room' et publie une histoire sur le billard écrite pour le cours d'écriture de A. B. Guthrie. Après avoir reçu sa maîtrise, Tevis écrit pour la Kentucky Highway Department et enseigne à Science Hill, Hawesville, Irvine, Carlisle, ainsi qu'à l'université du Kentucky. Il est professeur de littérature à l'université de l'Ohio de 1965 à 1978, où il reçoit une MFA. 
Il commence à publier des nouvelles de science-fiction en 1954, puis le premier de ses récits policiers avec The Big Hustle, paru en 1955 dans Collier's Weekly, qui narre la lutte pour la victoire entre deux champions de billard, et The Hustler, paru en 1957, dans Playboy. Il reprend ces deux nouvelles en les étoffant dans son roman noir L'Arnaqueur (1959), qui est adapté sous le même titre au cinéma par Robert Rossen, avec Paul Newman. 
Au cours de sa carrière d'écrivain, Tevis publie sept romans, dont trois sont des variations sur le même thème, et d'autres nouvelles pour des magazines, dont Cosmopolitan, Esquire, Playboy et Galaxy Science Fiction. 
Pendant quelques années, Tevis disparaît du circuit littéraire, souffrant d'alcoolisme. D'ailleurs, une grande mélancolie et un goût du jeu - voire de l'alcool - marquent chacun de ses romans. Pendant cette période, il vit en donnant des cours particuliers d'écriture. Il est nommé au prix Nebula du meilleur roman en 1980 pour L'Oiseau d'Amérique.  
En 1983, parait chez Random House son livre Le Jeu de la dame (The Queen's Gambit), roman de suspense sur le jeu d'échecs. La première version française fut publiée en 1990 par les Éditions Albin Michel et une nouvelle traduction paraît en 2021 aux éditions Gallmeister. 
Le roman a été adapté en une mini-série télévisée sous le même titre diffusée sur Netflix en octobre 2020.
Il passe sa dernière année à New York, en tant qu'écrivain à plein temps. 
Walter Tevis meurt d'un cancer du poumon en 1984. Il est enterré à Richmond, dans le Kentucky.

## Œuvre

### Romans

#### Romans noirs
- The Hustler, 1959 In ze pocket, traduit par Marcel Duhamel, Paris, Gallimard, coll. « Série noire » no 643, 1961 ; rééditions sous le titre L'Arnaqueur (roman), Paris, Gallimard, coll. « La Poche noire » no 17, 1967 ; coll. « Carré noir » no 268, 1978 ; coll. « Folio » no 2189, 1990
- The Color of Money, 1984 La Couleur de l'argent (roman), traduit par Gérard Piloquet et Joëlle Pépin, Paris, Mazarine, 1987 ; réédition, Paris, LGF, coll. « Le Livre de poche » no 6407, 1987 ; réédition, Paris, Stock, coll. « La Bibliothèque cosmopolite », 1996
- The Queen's Gambit, 1983 Le Jeu de la dame, traduit par Pierre Alien, Paris, Albin Michel, 1990 ; réédition, UGE, coll. « 10/18. Domaine étranger » no 2478, 1994 Le Jeu de la dame, traduit par Jacques Mailhos, Paris, Gallmeister, coll. « Totem » no 179, 2021  (ISBN 978-2-35178-776-2)

#### Science-fiction
- The Man Who Fell to Earth, 1963 L'Homme tombé du ciel, traduit par Nicole Tisserand, Paris, Denoël, coll. « Présence du futur » no 171, 1973 ; réédition, Paris, Gallimard, coll. « Folio SF » no 154, 2004; réédition, Paris, Gallmeister, coll. « Totem » no 203, 2022  (ISBN 978-2-35178-775-5)
- Mockingbird, 1980 L'Oiseau d'Amérique, traduit par Michel Lederer, Paris, Presses de la Renaissance, 1980 ; réédition, Paris, J'ai lu no 1246, 1981 ; réédition, Paris, 10/18, coll. « Domaine étranger » no 2323, 1992 ; réédition, Paris, Gallimard, coll. « Folio SF » no 216, 2005 ; réédition, Paris, Gallmeister, coll. « Totem » no 173, 2021  (ISBN 978-2-35178-776-2)
- The Steps of the Sun, 1983 Le Soleil pas à pas, traduit par Jean Bonnefoy, Paris, Denoël, coll. « Présence du futur » no 374, 1984

### Recueil de nouvelles
- Far From Home, 1981 Publié en français sous le titre Loin du pays natal, traduit par Michel Lederer, Paris, Denoël, coll. « Présence du futur » no 347, 1982

### Nouvelles
- The Best in the Country, 1954
- The Man from Chicago, 1955
- The Big Hustle, 1955
- Misleading Lady, 1955
- The Stubbornest Man, 1957
- The Ifth of Oofth, 1957
- The Hustler, 1957
- The Big Bounce, 1958
- Sucker’s Game, 1958
- First Love, 1958
- Gentle Is the Gunman, 1960
- The King Is Dead, 1973
- The Apotheosis of Myra, 1980

## Adaptations

### Au cinéma
- 1961 : L'Arnaqueur (The Hustler), film américain réalisé par Robert Rossen, adaptation du roman éponyme, avec Paul Newman, Piper Laurie et Jackie Gleason
- 1976 : L'Homme qui venait d'ailleurs (The Man Who Fell to Earth), film britannique réalisé par Nicolas Roeg, adaptation du roman éponyme, avec David Bowie, dans le rôle principal, et Rip Torn
- 1986 : La Couleur de l'argent (The Color of Money), film américain réalisé par Martin Scorsese, adaptation du roman éponyme, avec Paul Newman, Tom Cruise et Mary Elizabeth Mastrantonio

### À la télévision
- 1959 : Alien Love, épisode 7, saison 12, de la série télévisée américaine Letter to Loretta, réalisé par Rudolph Maté
- 1987 : Le Naufragé des étoiles (The Man Who Fell to Earth), téléfilm américain réalisé par Bobby Roth, adaptation du roman éponyme, avec Lewis Smith
- 2020 : Le Jeu de la Dame (The Queen's Gambit), mini-série réalisée par Scott Frank, scénario d'Allan Scott et Scott Frank d'après le roman éponyme

### Au théâtre
- 2015 : Lazarus (comédie musicale), adaptation par David Bowie, Enda Walsh, mise en scène par Ivo van Hove.